# Teymur Rəcəbov
Teymur Rəcəbov (ur. 12 marca 1987 w Baku) – azerski szachista, arcymistrz od 2001 roku.

## Kariera szachowa
Rəcəbov zaczął grać w szachy w czwartym roku życia. Jako dwunastolatek zdobył tytuł mistrza Europy juniorów do 18 lat. Był najmłodszym uczestnikiem tych zawodów. W wieku czternastu lat zdobył tytuł arcymistrza. Uważany za genialne szachowe dziecko, od 2001 jest zapraszany do udziału w prestiżowych turniejach szachowej elity. W 2003 na turnieju w Linares Rəcəbov czarnymi bierkami pokonał Garriego Kasparowa. Była to pierwsza porażka Kasparowa białymi od siedmiu lat. Była to także pierwsza jego przegrana z szachistą urodzonym później niż Kasparow, który został mistrzem świata (w 1985 roku). W 2003 Rəcəbov wygrał czarnymi również z Viswanathanem Anandem i Rusłanem Ponomariowem. Wygrana z trzema mistrzami świata w jednym roku czarnym kolorem to dość spektakularne osiągnięcie, prawdopodobnie niemające precedensu. Rəcəbov ma wyrównany bilans spotkań z Kasparowem: jedna porażka, jedna wygrana i pięć remisów.
W 2005 zdobył srebrny medal na mistrzostwach Europy w szachach, rozegranych w Warszawie. Na początku 2007 roku zwyciężył (wraz z Lewonem Aronianem i Weselinem Topałowem) w turnieju Corus A w Wijk aan Zee. W 2008 zajął II m. (za Lewonem Aronianem) w drugim turnieju cyklu FIDE Grand Prix 2008/2009 w Soczi. W 2012 podzielił II m. (za Lewonem Aronianem, wspólnie z Magnusem Carlsenem i Fabiano Caruaną) w turnieju Corus–A w Wijk aan Zee.
Wielokrotnie reprezentował Azerbejdżan w turniejach drużynowych, m.in.:
- siedmiokrotnie na olimpiadach szachowych (w latach 2002, 2004, 2006, 2008, 2010, 2012, 2014); medalista: indywidualnie – brązowy (2012 – na I szachownicy)[4],
- dwukrotnie na drużynowych mistrzostwach świata (w latach 2010, 2011); dwukrotny medalista: indywidualnie – srebrny (2010 – na II szachownicy) i brązowy (2011 – na I szachownicy)[5],
- siedmiokrotnie na drużynowych mistrzostwach Europy (w latach 2001, 2003, 2005, 2007, 2009, 2011, 2013); czterokrotny medalista: wspólnie z drużyną – dwukrotnie złoty (2009, 2013), srebrny (2011) i brązowy (2007)[6].

Najwyższy ranking w dotychczasowej karierze (stan na wrzesień 2017) osiągnął 1 listopada 2012, z wynikiem 2793 punktów zajmował wówczas 4. miejsce na światowej liście FIDE, jednocześnie zajmując 1. miejsce wśród azerskich szachistów.
Od 2006 jest ambasadorem dobrej woli UNICEF.